# 桑迪亞省

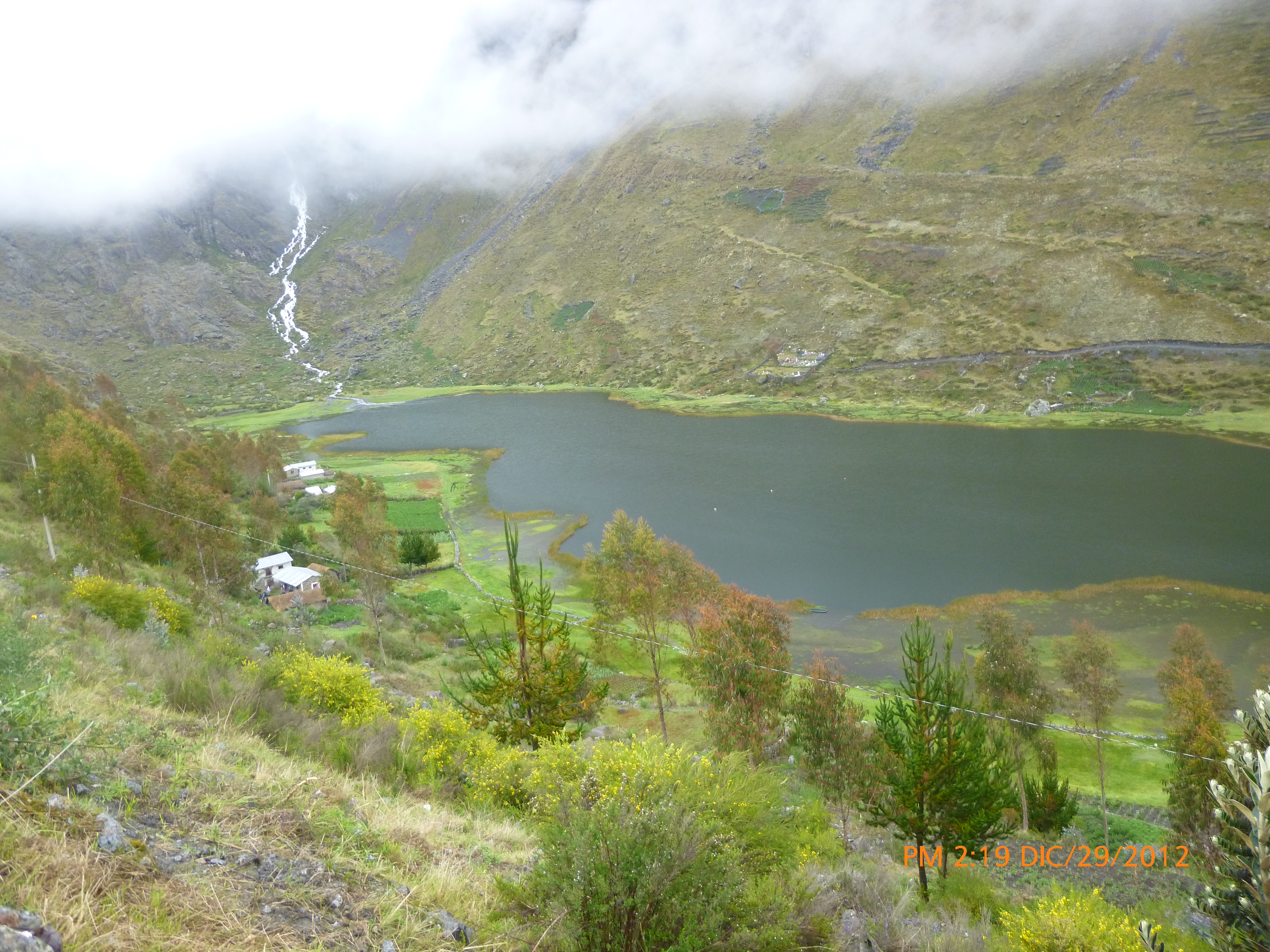

桑迪亞省在普諾大區的位置

桑迪亞省（西班牙語：Provincia de Sandia）是秘魯的省份，位於該國東南部普諾大區，首府是桑迪亞，始建於1854年5月2日，海拔高度2,178米，面積11,862平方公里，2007年人口62,147，人口密度每平方公里5.24人。